# ISS-Expedition 12
ISS-Expedition 12 ist die Missionsbezeichnung für die 12. Langzeitbesatzung der Internationalen Raumstation (ISS). Die Mannschaft lebte und arbeitete zwischen dem 3. Oktober 2005 und dem 8. April 2006 an Bord der ISS.

## Mannschaft
- William S. McArthur (4. Raumflug), Kommandant (NASA/USA)
- Waleri Iwanowitsch Tokarew (2. Raumflug), Bordingenieur (Roskosmos/Russland)

### Ersatzmannschaft
- Jeffrey Nels Williams, Kommandant
- Michail Wladislawowitsch Tjurin, Bordingenieur

Ursprünglich war Alexander Lasutkin als Bordingenieur der Ersatzmannschaft vorgesehen. Am 9. August 2005 erlitt Lasutkin jedoch während eines Ausbildungsabschnitts in Houston einen Herzanfall und musste mehrere Tage im Krankenhaus verbringen. Daraufhin wurde er aus der Mannschaft genommen und durch Michail Tjurin ersetzt.

## Missionsbeschreibung
Die Expedition startete am 1. Oktober 2005 um 03:54:53 Uhr UTC zusammen mit dem US-amerikanischen Weltraumtouristen Gregory Olsen an Bord des Raumschiffs Sojus TMA-7 mit Tokarew als Sojus-Kommandant und McArthur als Sojus-Bordingenieur. Das Andocken an die ISS erfolgte vollautomatisch am 3. Oktober um 05:26:58 Uhr UTC über Zentralasien. Um 08:36 Uhr UTC wurden die Luken geöffnet und die Besatzung von Sojus TMA-7 betrat die Raumstation. Am 9. Oktober übernahm die Expedition 12 das Kommando über die ISS und löste somit offiziell die Expedition 11 ab.
Die Expedition 12 sollte zwei bis drei Außenbordeinsätze (EVAs) durchführen. Die erste Außentätigkeit fand am 7. November 2005 statt. McArthur und Tokarew trugen dabei US-amerikanische Raumanzüge und verließen die Station durch die Luftschleuse Quest (1). Die EVA begann um 15:32 UTC mit 62-minütiger Verspätung, weil Tokarew vergessen hatte, ein Druckausgleichsventil in der Luftschleuse zu öffnen. Zunächst installierten die beiden Raumfahrer eine Videokamera am P1-Gitterstruktursegment (2), die für den späteren Ausbau der Solarmodule notwendig ist. Dann entfernten sie einen defekten Controller vom S1-Gitterstruktursegment (4), der für die Steuerung eines Radiators verantwortlich war. Er sollte mit dem nächsten Shuttle-Besuch zur Erde zurückgebracht werden, um nach der Fehlerursache zu suchen. Als Nächstes entfernten die Astronauten das Messgerät Floating Potential Probe (FPP) vom P6-Solarmodul (3). Das 30-kg-Gerät hatte in den letzten fünf Jahren das elektrische Potential der Station gemessen und wurde nun demontiert, weil es nicht mehr funktionierte. Da man Bedenken hatte, es könnten sich Teile vom FPP ablösen und damit eine potentielle Gefahr für die Station darstellen, entschied man sich dafür, das Gerät „wegzuwerfen“. William S. McArthur beförderte das FPP hinter die Station, wo es nach etwa 100 bis 150 Tagen in die Erdatmosphäre eintrat und dabei verglühte. Schließlich ersetzten die Raumfahrer einen defekten Schalter an dem Schienenfahrzeug der Station, dem Mobile Transporter. Um 20:54 Uhr UTC endete der 5 Stunden und 22 Minuten dauernde Außeneinsatz. Alle geplanten Arbeiten wurden erledigt.

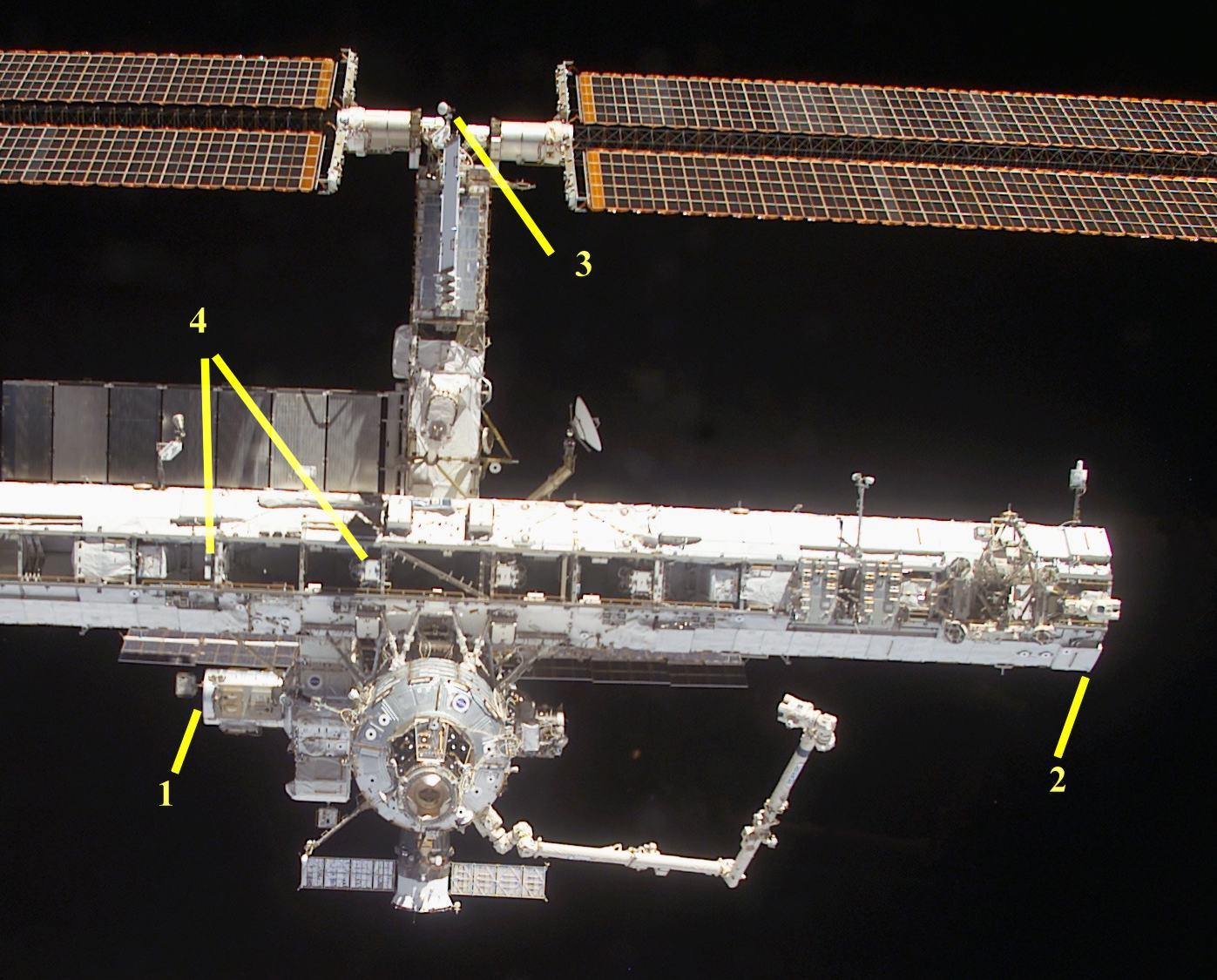
Außenbordeinsatz am 7. November 2005 – die Arbeitspunkte sind nummeriert

Am 18. November 2005 um 08:45 UTC koppelte die Expedition das Sojus-TMA-7-Raumschiff vom Pirs-Andockstutzen ab, um ihn für den zweiten Weltraumausstieg frei zu machen und dockte 20 Minuten später, etwa 50 Meter entfernt, manuell am unteren Andockstutzen des Sarja-Moduls an.
Der zweite Weltraumausstieg begann am 3. Februar 2006. McArthur und Tokarew verließen um 22:44 UTC mit russischen Raumanzügen – beide mit roten Streifen – die Station über das Pirs-Modul. Bei diesem Ausstieg wurde zunächst der Satellit „SuitSat-1“ ausgesetzt. Hierbei handelte es sich um einen ausgedienten russischen Orlan-M-Raumanzug, in den einige Baugruppen eingebaut wurden. Es wurde erwartet, dass der Raumanzug über ausreichend Energie verfügt, um für zwei bis vier Tage zu funktionieren. Es war ein Sender an Bord, der auf einer Frequenz von 145,990 MHz arbeitete und Grüße in fünf Sprachen sendete. SuitSat konnte ungefähr zwei Erdumkreisungen lang auf der Erde empfangen werden, dann wurde das Signal offensichtlich wegen nachlassender Batterieleistung zu schwach.

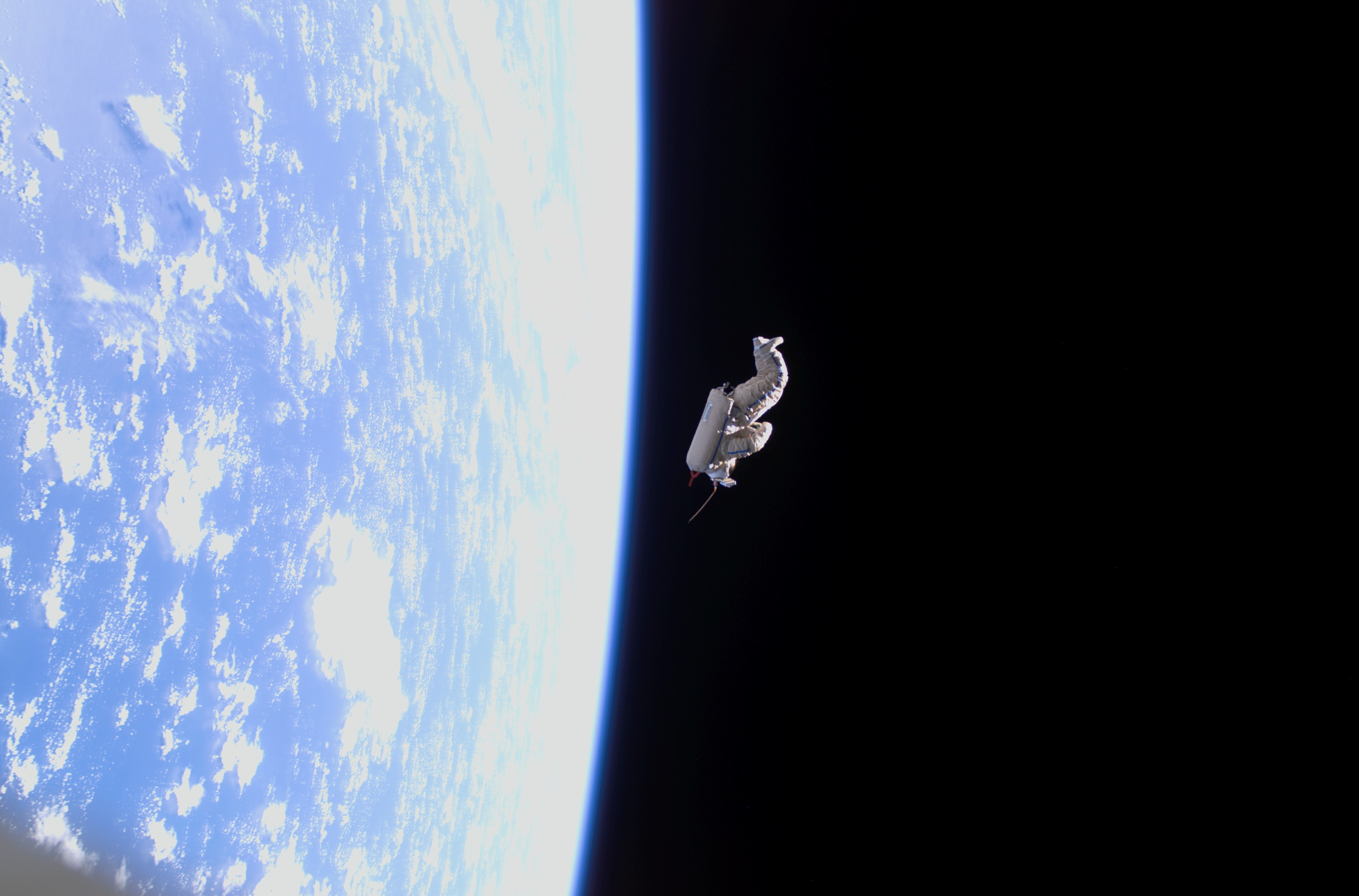
„SuitSat-1“ entfernt sich nach dem Aussetzen von der Station

Nach dem Start von „SuitSat-1“ um 23:02 UTC brachten die beiden Raumfahrer einen Adapter vom russischen Kran Strela am Sarja-Modul zum Pressurized Mating Adapter 3. Damit machten sie Platz, um eine Schutzabdeckung für das Swesda-Modul, das mit STS-116 kommen sollte, zwischenzulagern. Danach wurde zwei Stunden lang am Mobile Transporter, der am Hauptträger montiert ist, gearbeitet. Ein Kabel, das zum Mobile Transporter führt, war am 16. Dezember beschädigt worden. Das redundante intakte Kabel sollte gesichert werden, jedoch misslang diese Reparatur. Das beschädigte Kabel wurde bei der Mission STS-121 ersetzt. Als Nächstes haben die beiden das Biorisk-Experiment von der Außenseite Swesdas geborgen und das russische Mikrometeoritenmesssystem fotografiert. Tokarew und McArthur inspizierten und fotografierten außerdem verschiedene Stellen der Außenhülle von Swesda, besonders die Regionen um die Steuerdüsen, eine Antenne und ein Treibstoffauslassventil. Der Ausstieg dauerte insgesamt fünf Stunden und 43 Minuten (bis 04:27 UTC) und war der letzte Weltraumausstieg für diese Besatzung.
Am 20. März 2006 um 06:49 UTC koppelte die Expedition das Sojus-TMA-7-Raumschiff vom unteren Andockstutzen des Sarja-Moduls ab und dockte 22 Minuten später manuell am hinteren Andockstutzen von Swesda an, der vorher vom Progress-M-54-Frachter belegt war.
Am 1. April traf die Nachfolgebesatzung Expedition 13 ein. Jeffrey Williams und William S. McArthur verbrachten während der Stationsübergabe eine Nacht in der Luftschleuse, in welcher der Druck abgesenkt wurde. Mit dieser Methode will man bei zukünftigen Außenbordeinsätzen die Vorbereitungszeit reduzieren. Zudem wird verhindert, dass die Crew reinen Sauerstoff atmen muss, der für die Station sehr wertvoll ist, um der Dekompressionskrankheit (Taucherkrankheit) vorzubeugen.
Das Sojus-TMA-7-Raumschiff mit Tokarew, McArthur sowie dem mit Sojus TMA-8 gestarteten Brasilianer Marco Pontes an Bord koppelte am 8. April 2006 um 20:28 UTC von der ISS ab. Etwa drei Stunden später, um 23:48 UTC, ging die Landekapsel an Fallschirmen in der kasachischen Steppe nieder.
Ursprünglich hatte die NASA geplant, William S. McArthur mit dem Space Shuttle zurückzubringen, musste dies aber aufgrund von Problemen mit der Space-Shuttle-Flotte aufgeben. Zudem war vorgesehen, den ursprünglich ebenfalls zur Expedition 12 gehörenden deutschen ESA-Astronauten Thomas Reiter mit der Shuttle-Mission STS-121 im Herbst 2005 zur Station zu bringen. Aber auch das musste wegen der Startschwierigkeiten des Shuttles verschoben werden, so dass Reiter schließlich im Juli 2006 als Mitglied der ISS-Expedition 13 auf die Station kam.